# Massacre du 3 décembre 2021 au Mali
 (décembre 2023).
Si vous disposez d'ouvrages ou d'articles de référence ou si vous connaissez des sites web de qualité traitant du thème abordé ici, merci de compléter l'article en donnant les références utiles à sa vérifiabilité et en les liant à la section « Notes et références ».
Le massacre du 3 décembre 2021 au Mali est survenu lorsque des hommes armés non identifiés ont attaqué et tiré sur un bus dans la région de Mopti, dans le centre du Mali, tuant 31 civils. Le bus était principalement composé de femmes voyageant de Songo-Doubacoré vers un marché de Bandiagara.
Selon le maire local de Bankass, pendant le massacre, les hommes armés ont d'abord crevé les pneus, avant de tirer sur les civils. Les autorités maliennes ont envoyé un groupe d'agents de la sécurité de l'État sur les lieux du crime, où ils ont trouvé 25 corps brûlés dans le coffre du véhicule.
Le massacre s'est produit le jour même où des rebelles islamistes ont attaqué un convoi dans la région, tuant deux casques bleus de l'ONU. Les attaques ont eu lieu lors d'une récente insurrection parmi les djihadistes en Afrique de l'Ouest.

## Réponses
Le président Assimi Goïta a ordonné que tous les drapeaux du pays soient mis en berne de dimanche à mardi, au cours desquels le Mali tiendrait trois jours de deuil national.